# جيم هانسن
جيم هانسن (بالإنجليزية: Jim D. Hansen) هو محامي وسياسي أمريكي، ولد في 5 نوفمبر 1959 في أيداهو فولز في الولايات المتحدة. حزبياً، نشط في الحزب الديمقراطي. وقد انتخب عضو مجلس نواب ايداهو.